# Base antártica Jinnah

La base antártica Jinnah (en inglés: Jinnah Antarctic Station) es una estación de investigación científica en la Antártida operada por el Programa Antártico de Pakistán. Se halla ubicada en la vecindad de las montañas Sør Rondane en la Tierra de la Reina Maud de la Antártida Oriental. La base recibió el nombre en homenaje al padre de la independencia de Pakistán, Muhammad Alí Jinnah.

## Descripción e historia
Pakistán ingresó en el Comité Científico para la Investigación en la Antártida (SCAR) el 15 de junio de 1992, y el 1 de marzo de 2012 adhirió al Tratado Antártico. El Programa Antártico de Pakistán es una división del Ministerio de Ciencia y Tecnología y fue puesto en marcha en 1991 por los científicos del Instituto Nacional de Oceanografía (NIO) con el apoyo del gobierno y con el soporte logístico de la Marina de Pakistán. El programa coordina las investigaciones científicas del país en la Antártida.
El 12 de diciembre de 1990 partió de Karachi la primera expedición de Pakistán a la Antártida a bordo del buque sueco M/V Columbialand, que arribó a la costa de la Princesa Ragnhild el 1 de enero de 1991. Luego de 15 de días de reconocimiento de la costa, el 15 de enero se desembarcó en el lugar elegido. La base antártica Jinnah fue inaugurada el 25 de enero de 1991. El comandante de la expedición fue el comodoro Wasim Ahmed y el jefe de los científicos M. M. Rabbani. El equipo comprendía científicos y personal del INO, de la Marina y de la Ejército de Pakistán. Un pequeño batallón de infantes de marina y científicos viajaron en el destructor PNS Tariq (D165) y en el barco de investigación PNS Behr Paima.
La base inicialmente consistía de 3 laboratorios en casas prefabricadas, 3 cabañas prefabricadas en Pakistán para hospedar a 9 personas, 4 tiendas para otras necesidades, junto con una estación meteorológica conectada por satélite.
Las instalaciones iniciales fueron rápidamente ampliadas bajo la supervisión de ingenieros y científicos navales, por lo que para 1994 la base estaba tecnológicamente avanzada. En 2001 el sistema operacional de datos fue conectado al sistema satelital Badr-B. El satélite envía imágenes digitales de la región al cuartel general del NIO en Karachi. En 2002 científicos de la Space and Upper Atmosphere Research Commission (SUPARCO) visitaron la base, en donde instalaron una súper computadora directamente operada por personal del NIO y de la SUPARCO. En 2005 ingenieros de la Fuerza Aérea de Pakistán y científicos construyeron una pequeña pista aérea y una sala de control para monitorear los vuelos. La base es frecuentemente visitada por científicos de los Estados Unidos, quienes conducen investigaciones con sus colegas pakistaníes. Un observatorio meteorológico fue establecido en las cercanías de las montañas Sør Rondane. En 2010 el Gobierno pakistaní dio luz verde a la ampliación de las instalaciones para lograr que opere permanentemente durante todo el año.   